# The Sims 3: Vita universitaria
The Sims 3: Vita universitaria (The Sims 3: University Life) è la nona espansione per il videogioco di simulazione di vita per computer The Sims 3 sviluppata da Maxis e Electronic Arts. È stata pubblicata negli Stati Uniti il 5 marzo 2013 e in Europa il 7 marzo dello stesso anno ed è stata annunciata ufficialmente l'8 gennaio 2013 durante una live chat. Come nello scorso capitolo, i Sim potranno frequentare dei college e quindi non sarà più necessario prendere la laurea al municipio.

## Il gioco
In questa nuova espansione i Sim giovani adulti potranno andare all'università. Lì potranno studiare, diventare capi d'istituto, fare esperimenti o ritratti ad altri Sim e organizzare tantissime feste. Prendendo la laurea sarà possibile frequentare nuove carriere. 

## Quartiere
Il quartiere Università è raggiungibile solo iscrivendosi il proprio Sim all'università. Una volta raggiunto il quartiere si può decidere di fare alloggiare il Sim in dormitori gratuiti o privati. In questo quartiere è possibile frequentare le sedi universitarie, visitare dormitori altrui partecipando alle feste, e andare nei lotti comunitari dove si possono organizzare riunioni scolastiche.

## Iscrizione all'università
I Sim adolescenti che vogliono iniziare bene il corso di laurea con un bonus di credito o intendono entrare all'università con una borsa di studio possono prepararsi al test di accesso. Per ottenere un buon risultato al test attitudinale dell'università, gli adolescenti dovrebbero sviluppare al massimo le proprie abilità e puntare a un buon voto alla scuola superiore. 
Ci si può iscrivere all'università usando il telefono o il computer. Si può decidere quanti e quali membri dell'unità familiare mandare all'università, scegliere quale corso di laurea conseguire e scegliere il numero di crediti per ottenere la laurea. Più alto è il numero di crediti che un Sim riceve, più intenso sarà il carico di studio all'università. I Sim possono decidere se tornare occasionalmente a casa per mantenere i contatti con gli amici, dividendo il periodo da trascorrere all'università in due sessioni.
Una borsa di studio offre a un Sim dei simoleon da spendere per la retta. I Sim possono guadagnare una borsa di studio parziale o integrale a seconda del punteggio ottenuto al test attitudinale. A seconda del rendimento un Sim può ricevere in premio dei crediti che gli serviranno in un dato corso di laurea.

## Corsi di laurea
Esistono 6 corsi di laurea differenti nell'università dei Sim, ciascuna delle quali assicura al Sim un vantaggio nelle carriere associate.
- Economia: utile per i Sims che vogliono avere successo nel mondo delle attività affaristiche, criminali o educative.

- Scienza e medicina: prepara i Sims alla carriera scientifica e medica.

- Comunicazione: utile per i Sims che vogliono intraprendere la carriera politica e giornalistica.

- Belle arti: adatta a coloro che sono interessati alla carriera musicale, cinematografica e culinaria.

- Educazione fisica: ideale per gli appassionati del professionismo sportivo.
- Tecnologia: adatta ai Sims che vogliono intraprendere la carriera militare o poliziesca.

Una volta ottenuta la laurea i Sims potranno inviare il curriculum e inizieranno a lavorare a un livello superiore di una determinata carriera, otterranno uno stipendio più alto e riceveranno più spesso bonus per la carriera. 
A prescindere dalla laurea che il Sim sceglie di conseguire, il voto finale è importante per avere successo nel mondo del lavoro: più alto sarà, maggiori saranno i vantaggi per la carriera. 

## Vita accademica
Nel pannello "Accademia" è possibile seguire i progressi accademici del Sim. Contiene dettagli del programma, le responsabilità di cui bisogna occuparsi per ottenere un voto alto e un indicatore di progressi accademici. All'inizio della sessione, ogni Sim riceve un programma che contiene lezioni di seminari negli edifici accademici, attività di lezione fuori dall'aula e gli esami da sostenere. Per aumentare la barra dei progressi il tuo Sim deve frequentare le lezioni, le conferenze e studiare per superare gli esami. I Sim possono studiare da soli o in compagnia creando gruppi studio. Inoltre possono studiare dal libro di studio (che trovi nell'inventario del Sim), dal computer o dallo smartphone. A ogni Sim viene dato un oggetto relativo alla sua specializzazione, da usare fuori dalle lezioni. L'uso di tale oggetto incide sul progresso accademico. Ci sono anche alcune interazioni che influenzano il rendimento accademico. I Sim possono inoltre prendere parte alle attività universitarie che danno ai Sim la possibilità di utilizzare il proprio oggetto accademico per aumentare le conoscenze del proprio indirizzo. I Sim possono socializzare con i loro professori per ottenere crediti extra. I Sim possono saltare massimo due lezioni. Saltare più di due lezioni comporta una punizione. Possono essere cacciati dalla lezione se vengono beccati a copiare, ma non vengono espulsi dall'università. I Sim, durante la loro permanenza al campus, possono svolgere solo lavori part-time. I Sim possono ritirarsi dall'università in qualsiasi momento (utilizzando il pc o il telefono), ma ciò può influenzare la loro vita in qualche modo. I Sim che si devono laureare indossano la toga e il tocco accademico. Quando il Sim si laurea, riceve uno slot extra per un tratto a scelta, e alcuni benefici per la carriera in base all'indirizzo. I voti influenzano i vantaggi, quindi un Sim con voti più alti avrà più bonus, mentre i Sim con voti più bassi non ne trarranno alcun beneficio.

## Gruppi sociali
La vita universitaria non riguarda solo l'accademia, ma anche il divertimento. Il tuo Sim può stringere amicizia con diversi membri di gruppi sociali di cui il tuo Sim può diventare parte. I gruppi sociali si dividono in:
- Sportivi
- Smanettoni
- Ribelli

Socializzare con i membri di un certo gruppo è un buon modo per guadagnare influenza su di esso. Più il Sim si relaziona con i membri di un determinato gruppo, più ha la possibilità di aumentare il livello di notorietà in base a un numero che va da 1 a 10, e di ottenere tratti extra. Esistono anche interazioni con determinati oggetti che permettono al Sim di guadagnare influenza su determinati gruppi. Un Sim può far parte anche di tutti e 3 i gruppi sociali, basta però mantenere i contatti con i Sim che fanno parte di determinati gruppi altrimenti il livello di notorietà si abbassa fino a sparire.

## Coinquilini
I coinquilini sono membri che alloggiano nello stesso dormitorio del tuo Sim, ma non si possono controllare. Il tuo Sim può decidere se aggiungere altri coinquilini al dormitorio facendo una proposta agli amici conosciuti all'università, oppure può mandare via i coinquilini con cui non va d'accordo. Per aggiungere coinquilini al dormitorio si può anche mettere un annuncio o usare il telefono, specificando quanti compagni vorresti nel tuo alloggio. Per mantenere l'ordine nel dormitorio è possibile impostare la proprietà del letto per ogni coinquilino e usare interazioni sociali per chiedere al coinquilino di pulire, cucinare o riparare oggetti rotti. Puoi decidere di avere coinquilini anche al di fuori del quartiere universitario; basta proporre a un Sim amico di abitare insieme. Nel caso tu voglia interrompere la convivenza basta cliccare su “Congeda coinquilino”.

## Nuove abilità
- Arte di strada: con un kit di arte di strada il tuo Sim può creare graffiti sui muri della città.
- Reti sociali: il Sim può sviluppare questa abilità inviando SMS, creando un blog o utilizzando le varie app per il suo smartphone.
- Scienza: permette al Sim di lavorare a progetti scientifici utilizzando delle postazioni di ricerca scientifica. Inoltre più un Sim sviluppa questa abilità, più è probabile di raccogliere oggetti in quantità superiore mentre pesca, fa giardinaggio o raccoglie oggetti.

## Nuove attività
- Nel gioco è stato introdotto un nuovo smartphone da cui è possibile guardare la reputazione dei gruppi sociali o creare nuovi blog.
- Sono state introdotte nuove carriere.
- Sono state introdotte nuove interazioni tra i Sims.
- Ci sono due nuove abilità: "Reti sociali" e "Fotografia".
- È stato introdotto un nuovo tipo di festa: "Festa con barilotto di succo".

## Nuovi personaggi
In questa espansione fanno la loro comparsa i VegeSims (già presenti in The Sims 2: Seasons): sono Sim speciali che si nutrono solo di acqua, non dovranno più andare in bagno e mangiare, ma ogni tanto devono idratarsi con un bagno in piscina o con una doccia, per evitare di seccarsi. Durante il giorno potranno anche nascondersi sotto terra per assorbire le sostanze nutrienti. Per diventare VegeSims si deve mangiare il Frutto Proibito, ottenibile piantando il Seme del Frutto Proibito, che si può creare attraverso degli esperimenti di saldatura genetica con un'apposita macchina scientifica. A volte capita che dal Frutto Proibito nasca un piccolo VegeSim neonato.